# Odean Pope
Odean Pope (né le 24 octobre 1938 à Ninety Six en Caroline du Sud, est un musicien de jazz américain, saxophoniste ténor.

## Biographie
Odean Pope grandit à Philadelphie aux côtés de John Coltrane, Lee Morgan, Clifford Brown, Benny Golson, McCoy Tyner, Ray Bryant, Kenny Barron, Archie Shepp, et Dizzy Gillespie.
Il étudie la musique avec le pianiste de jazz Ray Bryant, avec Ron Rubin, hautboïste au Philadelphia Orchestra, ainsi qu'au Conservatoire national supérieur de musique de Paris avec Kenny Clarke. Il suit l'enseignement musical de la Graniff School of Music et de la Benjamin Franklin High School à Philadelphie.
John Coltrane le choisit pour le remplacer dans le groupe de Jimmy Smith lors de son départ pour New-York. Ses influences musicales, issues des musiques de chœur de son enfance, du jazz et du R&B des années 1950 à Philadelphie, et de la musique classique, le conduisent au début des années 1970 à former Catalyst, un groupe de jazz fusion dans lequel joue notamment le bassiste Alphonso Johnson, qui rejoindra le Weather Report, et sera remplacé par Tyrone Brown, qui jouera par la suite avec Pope et Max Roach.
En 1977, il fonde le Saxophone Choir, un groupe de neuf saxophones et une section rythmique (piano, contrebasse, batterie). 
En 1979, il rejoint le Max Roach Quartet avec qui il jouera plus de vingt ans, y perfectionnant les techniques de la respiration circulaire et de la polyphonie. Il enregistrera de nombreux disques avec Max Roach, en plus de sa production en tant que leader de son trio et quartet.
Odean Pope joue également de la clarinette, du hautbois, du piccolo, de la flûte, et du piano. Mais c'est parce que le saxophone ténor est, dit-il, le plus proche de la voix humaine qu'il garde sa préférence pour cet instrument.
Odean Pope s'est engagé en parallèle dans une mission d'éducateur auprès des enfants, en tant que Directeur musical des "Model Cities", une association culturelle de Philadelphie. Il a lancé le programme d'études de jazz à la Settlement Music School, et continue de donner des cours de niveau international à l'Académie de Philadelphie (School District of Philadelphia).

## Discographie
- Out For A Walk (Trio, 1980, Music #02073)
- Almost Like Me (Trio, 1982, Music IC #6059)
- The Saxophone Shop (Saxophone Choir, 1985, Soul Note #121129)
- Epitome (Saxophone Choir, 1990, Soul Note #121279-2)
- The Ponderer (Saxophone Choir, 1991, Soul Note #121229)
- Ninety Six (Trio, 1996, CD #90912)
- Collective Voices (Trio, 1996, P #124)
- Changes and Chances (avec Dave Burrel, 1998)
- Catalyst: The Funkiest Band You Never Heard (1972, Muse Records)
- Ebioto (Trio, 2000, #245)
- Philadelphia Spirit in New York, (2001, Cimp Records)
- Nothing Is Wrong (Trio, 2004)
- Two Dreams (Quartet, 2004)
- The Mystery of Prince Lasha (Trio, 2005)
- Locked & Loaded: Live at the Blue Note (Saxophone Choir, 2006, Half Note#6 1689245262)
- To the Roach (Quartet, 2006, Cimp Records #7 86497 56912 0)
- Serenity (Solo, 2006, Cimp Records #7 86497 56992 2)
- The Misled Children Meet Odean Pope (2008, Porter Records, PRCD - 1000)
- What Went Before, Volume 1 (Trio, 2008, Porter Records)
- Plant Life (Trio, 2008, PRCD - 4017)
- Odean's List (In+Out, 2009, IOR 77102-2)

Avec le Max Roach Quartet :
- Pictures In A Frame (1980, Soul Note #121003)
- Chattahoochee Red (1982, Columbia #7764 37376 1)
- In The Light (1982, Soul Note #1053)
- JazzBuhne Berlin (1984, Repertoire #4902cc)
- It's Christmas Again (1984, Soul Note #121153 2)
- Scott Free' (1985, Soul Note #1103)
- Bright Moments (1987, Soul Note #1159)
- To The Max (1988, moon #R279164)
- Easy Winners (1996, Soul Note #1109)

En tant qu'invité :
- Overture, The Uptown String Quartet(am # 422 838358)
- Where You Lay Your Head, Bill Cosby (am # 422 844930 2)